# 知る区ロード
知る区ロード（しるくロード）は、東京都杉並区が防災のまちづくりの意図で1988年（昭和63年）から始めた施策。
全長約36キロメートルになる東西の輪が重なるようにしてつながる散策路を形成、区内のおもな名所旧跡や公園、区の施設などがめぐれるようにルートが設定され、この道を辿ることで、杉並区全域を周遊でき、区を知ることができるロードの意味をこめている。

## オアシス
遊歩道の途中に4カ所、『オアシス』と名づけた休憩所のポケットパークが設置されている。全て建築家の六角鬼丈による設計で、それぞれ五感で楽しむ工夫をほどこしている。 
みみのオアシス
1991年（平成3年）の作。杉並区宮前2二丁目にある宮前公園の一角の竹林の中にあり、六角鬼丈とサウンドスケープ・デザイナーの鳥越けいこの共作。このオアシスには竹林が生み出す自然の音を聞く7つの耳が置かれている。
ときのオアシス
1992年（平成4年）作。杉並区天沼3丁目にある天沼もえぎ公園の一角。同公園には自然生態園も設けられている。このオアシスは「時」をテーマにしたもので、時の門. 地界の天庭. 日時計. 広場の中央部に「地界の天庭」と称した大きな時計盤が設置され、時計の針は8時15分をさしている。これは1945年（昭和20年）8月6日の広島に原爆が投下された時間をさしている。
はなのオアシス
1993年（平成5年）の作品。東京都杉並区阿佐谷北、阿佐ヶ谷区民事務所・杉並区役所阿佐谷出張所のエントランスにある。出張所の建物も六角鬼丈の設計。
「嗅覚」をテーマにした4つの「香り」に関係する「香楽器」と呼ばれるオブジェが置いてある。香炉と香時計からなる香卓と鼻の通りをよくするという椅子が置かれ、頭が背もたれ上部につくようにして座ると、咽と胸が開いて鼻のとおりがよくなるようにと背中の上部に鼻に効くツボを刺激するよう、背中の上部を背もたれに押し当たるように工夫されている。柱のすきまからは食虫植物のように香りの造形が出ていて、中から様々な香りを放つようになっている。これらのオブジェの造形製作は東京芸術大学の宮田亮平鍛金研究室が協力。
はだしのオアシス
1993年（平成5年）の作品。現在は2003年（平成15年）に開園した善福寺さくら公園の一角に位置する。足の刺激をモチーフにしたオアシスで、入り口に重い扉が設置され、扉を開くと民家の庭園のような小さなスペースに柔らかい芝生の面と足の裏のツボ・反射区を表した大きな足形石「足裏経絡石」と、はだしになって足裏の刺激を感じて歩くふれあい小径と名づけられた園路が設置されている。